# ジャム缶手榴弾
ジャム缶手榴弾は、第一次世界大戦時のイギリス陸軍が初期に設計し使用した手榴弾である。正式には二重シリンダー、No8およびNo9手榴弾と呼ばれる。この二重シリンダー手榴弾はイギリス陸軍が多種設計した手榴弾の内の一つで、第一次世界大戦の初期の段階で使用された。これはNo 1手榴弾の失敗を埋め合わせるためのものだった。
本手榴弾は内筒に炸薬を収容し、外筒には金属破片もしくはボールベアリングを収容している。もっと重たい様式であるNo9手榴弾では、より多量の高性能爆薬と金属破片を収容した。信管は摩擦式、もしくはタバコによって点火された。
当初、手榴弾の需要が極めて大きく、設計者達は彼らの手榴弾を、兵士の食料であるジャムを入れた缶から即席に作るよう奨励されており、これが名前の由来となった。この即席の形状のために事件が起こり、また他のより優れた手榴弾の補給のため、本手榴弾は公式に撤回されるに至った。
ジャム缶手榴弾は後退するイギリス兵によってブービートラップとして使用された。罠はジャム缶手榴弾に感圧式のトリガーをしかけて実施され、これらは状態が乱されるまで解除されずにおかれるよう、遺体か他の重い物体の下に残置された。